# Saffranskrokus
Saffranskrokus (Crocus sativus) är en art i familjen irisväxter (tidigare benämnd svärdsliljeväxter). Arten förekommer inte som vildväxande – plantan är steril – utan har uppstått i kultur i östra Medelhavsområdet eller i Västasien. Den mest närbesläktade vildväxande arten är vild saffranskrokus (C. cartwrightianus). Saffran bereds av pistillens brunröda märken (översta delen av stiftet i blomman).   

## Biologi
Den 10–30 cm höga plantan har en fast och köttig stamknöl och gräslika blad samt violetta, trattformiga och utåtböjda, cirka 2 cm vida blomkalkar med mycket lång pip och sexflikigt bräm. De tre orangea märkena hänger fram utanför brämet.
Växtens blad utvecklas långt före blomningen, vilket dröjer till hösten.
Saffranskrokus förökas vegetativt, via sidoknölar.
Molekulärbiologiska studier har rett ut det sannolika ursprunget till arten, vilken bör ligga i västra Asien (alternativt östra Medelhavsområdet). Odling sker främst i Iran samt i mindre grad i Spanien. Den är inte lika härdig som exempelvis vårkrokus men kan odlas i sydligaste Sverige.

## Vild saffranskrokus
Förväxla inte saffranskrokus med vild saffranskrokus (Crocus cartwrightianus). Denna förekommer vildväxande i delar av Grekland och har även den aromatiska pistillmärken med liknande användningsområde.

## Synonymer
Crocus autumnalis Sm. nom. illeg.
Crocus officinalis (L.) Honck.
Crocus orsinii Parl.
Crocus pendulus Stokes
Crocus sativus var. cashmerianus Royle
Crocus sativus var. officinalis L.
Crocus sativus var. orsinii (Parl.) Maw
Crocus setifolius Stokes
Geanthus autumnalis Raf.
Safran officinarum Medik.